# Dia ANZAC
O Dia ANZAC (ou em inglês ANZAC Day) é celebrado em 25 de abril na Austrália e na Nova Zelândia para lembrar a batalha de Gallipoli (Turquia), em que dezenas de milhares de soldados do ANZAC (Forças Armadas da Austrália e da Nova Zelândia) e do Reino Unido perderam as suas vidas na Primeira Guerra Mundial. As maiores paradas militares do "Dia ANZAC" ocorrem em Canberra, capital da Austrália, e em Auckland, maior cidade da Nova Zelândia. O Dia ANZAC também é feriado nas Ilhas Cook, Niue, Ilhas Pitcairn e Tonga.

## Origem
O "Dia ANZAC" é celebrado para relembrar a data em que, no ano de 1915, durante a Primeira Guerra Mundial, forças conjuntas da Grã-Bretanha e dos ANZAC desembarcaram em Gallipoli, na costa da Turquia. Devido a um erro de navegação, os ANZACs desembarcaram a cerca de nove milhas ao norte do ponto intencional. Eles se encontraram no meio de turcos em bons pontos de defesa, os ANZACs viram que o avanço era impossível. Após oito meses de confrontos, os aliados recuaram, deixando 8709 mortos da Austrália e 2721 da Nova Zelândia, além de 21 255 da Grã-Bretanha, estimados 10 000 da França e 1358 da Índia Britânica.
Atualmente, além das cerimônias realizadas nos dois países, milhares de australianos e neozelandeses viajam até a praia na península de Gallipoli, na Turquia, com o objetivo de lá prestarem suas homenagens aos que defenderam seus países. A tradição começou em 1990, quando para marcar o septuagésimo-quinto aniversário do desembarque das tropas, oficiais do governo, militares, os últimos veteranos ainda vivos, além de turistas de ambos os países, realizaram uma cerimônia na madrugada (como manda a tradição) em Gallipoli. O último veterano da Batalha de Gallipoli foi o australiano Alec Campbell da Tasmânia, que morreu em maio de 2002.